# Léon Perrin
 (octobre 2023).
La mise en forme du texte ne suit pas les recommandations de Wikipédia : il faut le « wikifier ».
Les points d'amélioration suivants sont les cas les plus fréquents. Le détail des points à revoir est peut-être précisé sur la page de discussion.
- Les titres sont pré-formatés par le logiciel. Ils ne sont ni en capitales, ni en gras.
- Le texte ne doit pas être écrit en capitales (les noms de famille non plus), ni en gras, ni en italique, ni en « petit »…
- Le gras n'est utilisé que pour surligner le titre de l'article dans l'introduction, une seule fois.
- L'italique est rarement utilisé : mots en langue étrangère, titres d'œuvres, noms de bateaux, etc.
- Les citations ne sont pas en italique mais en corps de texte normal. Elles sont entourées par des guillemets français : « et ».
- Les listes à puces sont à éviter, des paragraphes rédigés étant largement préférés. Les tableaux sont à réserver à la présentation de données structurées (résultats, etc.).
- Les appels de note de bas de page (petits chiffres en exposant, introduits par l'outil «  Source ») sont à placer entre la fin de phrase et le point final[comme ça].
- Les liens internes (vers d'autres articles de Wikipédia) sont à choisir avec parcimonie. Créez des liens vers des articles approfondissant le sujet. Les termes génériques sans rapport avec le sujet sont à éviter, ainsi que les répétitions de liens vers un même terme.
- Les liens externes sont à placer uniquement dans une section « Liens externes », à la fin de l'article. Ces liens sont à choisir avec parcimonie suivant les règles définies. Si un lien sert de source à l'article, son insertion dans le texte est à faire par les notes de bas de page.
- La présentation des références doit suivre les conventions bibliographiques. Il est recommandé d'utiliser les modèles {{Ouvrage}}, {{Chapitre}}, {{Article}}, {{Lien web}} et/ou {{Bibliographie}}. Le mode d'édition visuel peut mettre en forme automatiquement les références.
- Insérer une infobox (cadre d'informations à droite) n'est pas obligatoire pour parachever la mise en page.

Pour une aide détaillée, merci de consulter Aide:Wikification.
Si vous pensez que ces points ont été résolus, vous pouvez retirer ce bandeau et améliorer la mise en forme d'un autre article.
Léon Perrin est un sculpteur suisse né le 19 novembre 1886 au Locle et mort le 29 septembre 1978 à Montézillon.

## Biographie
Charles-Léon Perrin naît dans une famille de religion protestante. Son père, Lucien Perrin (1851-1930), horloger, est originaire de Noiraigue, tout comme sa mère Marie-Aldine Perrin (1854-1935). Il épouse Jeanne-Marie-Nathalie Benoît (1884-1979) en janvier 1914 dans la ville de La Chaux-de-Fonds. Le couple est resté sans enfants.
Sa scolarité se passe au Locle et dès 1893 à La Chaux-de-Fonds. En 1900, il intègre l'École d'art de La Chaux-de-Fonds comme apprenti graveur-ciseleur. Il y rencontre Charles L'Eplattenier alors chargé de dispenser les cours de dessin décoratif. Il y apprend notamment la composition pour les bijoux et le mobilier.
À la fin de son apprentissage en 1904, il suit des cours du soir en dessin artistique, en modelage et en sculpture. Un an plus tard, il entre au cours supérieur d'art et de décoration créé par Charles L'Eplattenier, aux côtés d'autres artistes régionaux, tel que Marie-Louise Goering, René Gigy, Georges Aubert ou Charles-Édouard Jeanneret. Il effectue simultanément un deuxième apprentissage dans l'atelier du tailleur de pierre Caldelari. L'évolution rapide de la production industrielle horlogère et des techniques de décoration pousse L'Eplattenier à diversifier le contenu de ses cours ; il incite ses élèves à se former dans des domaines variés, comme la sculpture, la peinture, l'architecture, la céramique, la peinture murale. Sous l'impulsion de leur enseignant, Léon Perrin et ses contemporains développent un Art nouveau régionaliste nommé le Style sapin avec un langage formel propre à la région neuchâteloise inspirée de la faune et de la flore locale.
Il peut alors réaliser des voyages d'études en Suisse et en Italie. En 1907, aux côtés de Charles-Édouard Jeanneret, plus connu sous le nom de Le Corbusier, il parcourt la Toscane, Ravenne ou encore Bologne en s'imprégnant des différents édifices et portant une attention particulière aux fresques, aux sculptures et autres éléments architecturaux. Son voyage de formation continue à Vienne où il effectue un stage auprès du sculpteur Karl Stemolak, puis à Paris, où il séjourne de mars à juillet 1908 et suit des cours du soir à l'École nationale des arts décoratifs tout en travaillant pour Hector Guimard. 
De retour en Suisse, il fonde en 1910 Les Ateliers d'art réunis avec George Aubert et Le Corbusier, où il enseigne la composition ornementale, le modelage et le moulage. De 1925 à 1952 il enseigne l'histoire de l'art et le dessin au gymnase de la ville tout en étant mandaté pour divers projets

## Œuvres picturales et sculpturales

### Œuvre graphique
Perrin privilégie l'apprentissage du dessin avant celui de la peinture. Ses voyages en Suisse et en Europe lui permettent d'étoffer ses connaissances et expliquent la prépondérance des paysages dans son œuvre graphique. Les aspects de la figure humaines – scènes quotidienne, militaires et religieuses, ainsi que des natures mortes et la figure féminine en particulier constituent majoritairement son corpus d'œuvres non sculptées.

### Œuvre sculptée
En 1910, les élèves de L'Eplattenier, dont Léon Perrin, réalisent la décoration du crématoire de La Chaux-de-Fonds, considéré comme un chef-d'œuvre du Style sapin. Perrin s'occupe des voussures de porche et dessine les vitraux, exécutés dans un second temps par Octave Matthey. S'ensuivent alors des mandats privés, ciblant particulièrement la production funéraire et la sculpture en bâtiment dont les compositions s'inspirent de l'Art nouveau. Il réalise des sculptures ornementales pour des salons, des cheminées et encadrements de fenêtre. Les commandes deviennent de plus en plus importantes, telles que l'ornementation intérieures et extérieures de l'Hôtel de Ville du Locle (1915-1917). Léon Perrin taille principalement la pierre. Ses études préparatoires sont faites en plâtre, terre glaise ou encore plastiline, matières peu coûteuses et malléables. Certains bustes sont réalisés en bronze, la pierre étant réservée aux commandes monumentales pour les espaces publics ou semi-privés.
Léon Perrin s'inspire avant tout de la statuaire antique, des cathédrales ou encore d'Auguste Rodin. L'art contemporain au contraire, l'intéresse peu. Il observe le travail d'Aristide Maillol et Antoine Bourdelle, anciens assistants de Rodin. Malgré le développement de l'avant-garde, Perrin conserve une approche formelle classique en mettant l'accent sur le figuratif et le réaliste. Il est toutefois sensible à l'Art déco, s'inspirant fortement de l'art égyptien qui se manifeste dans son intérêt pour les glyptiques. Il donne à ses statues féminines des titres mythologiques, historiques, bibliques et allégoriques.

### Œuvres dans l'espace public

#### Réalisés avec la classe du Cours supérieur de Charles l'Eplattenier
- Villa Fallet, 1906
- Chapelle indépendante de Cernier-Fontainemelon, 1907
- Crématoire de La Chaux-de-Fonds, 1909

#### Travaux de sculpture individuels dans l'espace public
- Grand Temple de La Chaux-de-Fonds (décoration), 1922
- Bibliothèque du Bureau international du travail (hauts reliefs en plâtre), Genève, 1925
- Temple du Landeron (tympan en haut relief, Je suis le bon berger), 1932
- Fontaine de Vie, pierre calcaire et granit, Cimetière, La Chaux-de-Fonds, 1932
- Monument Hommage à Léopold Robert, La Chaux-de-Fonds, 1935
- Chapelle des Moulins, Fleurier (haut-relief), 1936
- Temple de Villeret (table de communion, Christ à la couronne d'épine), 1936
- Maison des Œuvres, Moutier (décoration), 1941
- Monument à la mémoire des Girardet, Le Locle, 1947
- Temple de Noiraigue, 1959

#### Travaux graphiques individuels
- Procession des Vierges (mosaïques, Basilique Saint-Apollinaire-le-Neuf, Ravenne), 1907, Fondation Léon Perrin.
- Daphnis et Chloé, non daté, Fondation Léon Perrin
- Maison du gendarme, Vaumarcus, 1932, Musée des beaux-arts de La Chaux-de-Fonds

#### Travaux de sculpture individuels
- Buste de J.-P- Zimmerman, 1949, Musée des beaux-arts de La Chaux-de-Fonds
- Rodin devant les cathédrales, vers 1958, Fondation Léon Perrin
- Grande Vénus, 1954, Musée des beaux-arts de La Chaux-de-Fonds